# Halcyon (песня Orbital)
Halcyon — песня, написанная и исполненная Orbital. В своей начальной форме, это меланхоличная дань снотворному Триазоламу, вызывающему привыкание, которое, как сообщают, принимала мать братьев Хартнолл. Оригинальная форма Halcyon сравнительно менее распространена, она впервые появилась на Radiccio ЕР, и только в США была выпущена в качестве сингла под собственным именем. Она не вошла в полноформатный альбом, вошла в сборник Work 1989-2002. На песню «Halcyon» был снят видеоклип.
Тесно связанная песня «Halcyon + on + on», значительно более быстрый ремикс, дополненный вокалом Кирсти Хокшоу «Это отличный день», записанный Opus III и воспроизведенный в обратном порядке (в клипе Хокшоу сыграла мать которая находилась «под воздействием», снятым в доме братьев Хартнолл). В отличие от оригинала, ремикс значительно шире известен и стал саундтреком к нескольким фильмам и видеоиграм (самые известные — «Смертельная битва», «Хакеры», «CKY2K», «Дрянные девчонки», Hatsune Miku: Project DIVA) (в российском направлении — в сериале «Папины дочки»). Данный ремикс впервые появился на коричневом альбоме Orbital. На название ремикса повлиял рекламный лозунг того времени, использовавшийся стиральными машинами Ariston (Ariston + on + on). Длительность «Halcyon + on + on» 9 минут 24 секунды.
В живом исполнении «Halcyon + on + on» часто миксовался с клипами Белинды Карлайл Heaven is a Place on Earth и Бон Джови «You Give Love a Bad Name».

## Фильмы и телеоформление
Песня «Halcyon + on + on» звучала в конце фильма «Смертельная битва». Также встречается в начале фильма «Хакеры» . Встречается и в серии видеоигр Hatsune Miku: Project DIVA.
В телевизионном оформлении песня звучала на часах телеканала Столица (г. Москва, канал ныне закрыт) в 2003—2008 годах вперемежку с обычным тиканьем часов.